# 截形黑耳
截形黑耳（学名：Exidia truncata）是属于银耳目银耳科黑耳属的一种真菌，散生、群生于阔叶林中的栎树等阔叶树朽枝上。该种分布于中国、日本、欧洲。